# مزردشت
مزردشت  نام روستایی در استان مازندران در نزدیکی تنکابن است. مزردشت یکی از محله‌های بخش خرم آباد شهرستان تنکابن است که در گذشته محل روستایی به همین نام بوده است. اما اکنون جزء محدوده شهری است.